# Улица Комарова (Краснодар)
Улица Комарова — улица посёлка Российского в Прикубанском округе города Краснодар.

## Расположение
Улица расположена в северо-восточной части Краснодара, между улицей Центральной с запада и железнодорожными путями с востока.

## История
Название улица получила в 1977 году, в честь лётчика-космонавта дважды Героя Советского Союза В. М. Комарова (1927—1967), погибшего в апреле 1967 года при полёте на космическом корабле «Союз-1». Первые дома появились в 1960-е годы.
Активно застраивалась с 2010-х годов частными и многоквартирными домами.

## Инфраструктура
Улица частично не заасфальтирована. В центральной части дорога с двухсторонним движением по одной полосе в каждую сторону.
Транспортная доступность обеспечивается автобусами № 1, 36, 42, 48, 51, 91.